# Abdelhamid Sabiri
Abdelhamid Sabiri (in arabo عبد الحميد صابيري‎?; Goulmima, 28 novembre 1996) è un calciatore marocchino con cittadinanza tedesca, centrocampista della Fiorentina.

## Biografia
Nato in Marocco, è arrivato in Germania all'età di tre anni, stabilendosi con i genitori a Francoforte sul Meno. È in possesso della cittadinanza tedesca.

## Caratteristiche tecniche
Ha iniziato la propria carriera giocando come attaccante, per poi retrocedere al ruolo di trequartista e all'occorrenza di mezzala. Dispone di buona visione di gioco e grande tecnica nello stretto. Ambidestro, è pericoloso nei tiri dalla distanza, tanto da poter segnare anche calciando di punizione. Pecca invece dal punto di vista della velocità e della continuità, oltre che a livello caratteriale.

## Carriera

### Club

#### Germania e Inghilterra
Dopo aver disputato un campionato con il Siegen, squadra di Oberliga, quinta divisione del campionato tedesco, nel 2016 si trasferisce al Norimberga. Iniziata la stagione con la seconda squadra, a gennaio viene promosso in prima squadra, con cui disputa un ottimo girone di ritorno. Il 23 agosto 2017 viene acquistato dall'Huddersfield Town, neopromosso in Premier League.
Il 27 agosto 2019 si svincola dal club inglese e viene tesserato dal Paderborn.

#### Ascoli e Sampdoria
Il 28 settembre 2020 si trasferisce all'Ascoli. Esordisce con la maglia dei marchigiani alla seconda giornata, nella sconfitta per 0-2 contro il Lecce, mentre segna il suo primo gol in Italia alla 4ª giornata, nella vittoria dei marchigiani per 2-1 contro la neopromossa Reggiana. Il 27 dicembre segna la sua prima doppietta in Italia, nella vittoria interna per 2-0 contro la SPAL. Dopo una prima stagione con 8 gol realizzati, nella seconda le cose si complicano per Sabiri che viene messo fuori rosa per motivi disciplinari, per poi venire reintegrato a ottobre.
Il 29 gennaio 2022, si trasferisce in prestito alla Sampdoria. Esordisce coi genovesi in Serie A il 13 febbraio seguente, in occasione della sconfitta per 1-0 in casa del Milan. Il 12 marzo seguente, realizza la sua prima rete in massima serie (oltreché con la Samp) nella sconfitta per 1-3 contro la Juventus; il 30 aprile, invece, segna il gol decisivo contro il Genoa nel derby della Lanterna vinto per 1-0 dai blucerchiati, diventando così il primo giocatore tedesco ad andare a segno nella stracittadina genovese.
La seconda stagione è complicata sia per la squadra (che a fine anno retrocede e che ha avuto pure problemi extra-campo) che per lui che ha trovato meno spazio rispetto all'anno passato a causa di divergenze con l'allenatore dei blucerchiati Dejan Stanković.

#### Fiorentina e vari prestiti
Il 31 gennaio 2023, Sabiri viene acquistato a titolo definitivo dalla Fiorentina, rimanendo però in prestito alla Sampdoria fino al termine della stagione. Nel frattempo, firma un contratto valido fino al 30 giugno 2026 con la società viola.  Al termine della stagione, dopo la retrocessione dei blucerchiati in Serie B, si trasferisce al club toscano.
Con i Viola svolge tutta la preparazione estiva, andando in panchina nel ritorno del turno preliminare di Conference League contro il Rapid Vienna, ma non rientrando nel progetto tecnico dell'allenatore Vincenzo Italiano, dopo appena due mesi il 7 settembre 2023 viene ceduto in prestito con opzione di acquisto fissata a 3 milioni di euro all'Al-Fayha, squadra della Saudi Professional League. Debutta con i sauditi il successivo 15 settembre, in un match contro l'Al-Shabab. Nella gara successiva contro l'Al-Riyadh, timbra la sua prima marcatura. La sua stagione saudita, condizionata anche da un infortunio al ginocchio,  si conclude con 7 reti e altrettanti assist in 23 presenze tra tutte le competizioni.
Ritorna a Firenze a fine prestito, svolgendo la preparazione al Viola Park con il nuovo tecnico Raffaele Palladino. Sceglie la maglia numero 27 pur rimanendo un esubero per l'allenatore viola. Il 30 settembre 2024 viene annunciato il suo nuovo passaggio in prestito, stavolta negli Emirati Arabi Uniti, all'Ajman. Esordisce con gli emiratini il 5 ottobre 2024, in una sconfitta esterna contro l'Al-Nasr. Il 18 ottobre marca la sua prima rete, realizzando un calcio di punizione contro il Khor Fakkan. Il 24 dicembre segna la sua prima rete in campionato, in occasione di un match contro l'Al-Uruba.
Il 31 gennaio 2025, dopo aver risolto il prestito con la società emiratina, viene ceduto in prestito fino al termine della stagione ai sauditi dell'Al-Taawoun.

### Nazionale
Per via delle sue origini, Sabiri ha potuto scegliere di rappresentare sia la Germania, sia il Marocco a livello internazionale.
Dopo aver disputato alcune partite con la nazionale Under-21 tedesca fra il 2018 e il 2019, nella primavera del 2022 il centrocampista ha espresso pubblicamente il desiderio di disputare i Mondiali di calcio con il Marocco. Pochi mesi dopo, a settembre, ha ricevuto la sua prima convocazione in nazionale maggiore, in vista delle amichevoli contro Cile e Paraguay. Ha quindi esordito con i Leoni dell'Atlante nella prima delle due partite, il 23 settembre seguente, mettendo anche a segno il suo primo gol in nazionale ad appena due minuti dal suo ingresso in campo.
Nel novembre del 2022, è stato convocato dal CT Walid Regragui per disputare la fase finale dei Mondiali in Qatar, in cui ha registrato cinque presenze, di cui due da titolare, con il Marocco capace di concludere il torneo al quarto posto. In seguito al risultato storico ottenuto, nel dicembre successivo Sabiri e il resto della rosa marocchina sono stati insigniti dell'Ordine del Trono durante un ricevimento al Palazzo Reale di Rabat.
Il 26 marzo 2023, durante la partita amichevole contro il Brasile, segna il gol del 2-1 finale, che permette al Marocco di superare la formazione verdeoro per la prima volta nella propria storia.

## Statistiche

### Presenze e reti nei club
Statistiche aggiornate 31 gennaio 2025.
| Stagione                 | Squadra                  | Campionato               | Campionato | Campionato | Coppe nazionali | Coppe nazionali | Coppe nazionali | Coppe continentali | Coppe continentali | Coppe continentali | Altre coppe | Altre coppe | Altre coppe | Totale | Totale | Totale |
| Stagione                 | Squadra                  | Comp                     | Pres       | Reti       | Comp            | Pres            | Reti            | Comp               | Pres               | Reti               | Comp        | Pres        | Reti        | Pres   | Reti   |        |
| ------------------------ | ------------------------ | ------------------------ | ---------- | ---------- | --------------- | --------------- | --------------- | ------------------ | ------------------ | ------------------ | ----------- | ----------- | ----------- | ------ | ------ | ------ |
| 2015-2016                | Siegen                   | OL                       | 30         | 18         | -               | -               | -               | -                  | -                  | -                  | -           | -           | -           | 30     | 18     |        |
| 2016-2017                | Norimberga II            | RL                       | 21         | 12         | -               | -               | -               | -                  | -                  | -                  | -           | -           | -           | 21     | 12     |        |
| 2016-2017                | Norimberga               | 2.BL                     | 9          | 5          | CG              | -               | -               | -                  | -                  | -                  | -           | -           | -           | 9      | 5      |        |
| 2017-2018                | Huddersfield Town        | PL                       | 5          | 0          | FACup+CdL       | 4+1             | 0               | -                  | -                  | -                  | -           | -           | -           | 10     | 0      |        |
| 2018-2019                | Huddersfield Town        | PL                       | 2          | 0          | FACup+CdL       | 0+1             | 0               | -                  | -                  | -                  | -           | -           | -           | 3      | 0      |        |
| Totale Huddersfield Town | Totale Huddersfield Town | Totale Huddersfield Town | 7          | 0          |                 | 6               | 0               |                    | -                  | -                  |             | -           | -           | 13     | 0      |        |
| 2019-2020                | Paderborn 07             | BL                       | 24         | 4          | CG              | 1               | 0               | -                  | -                  | -                  | -           | -           | -           | 25     | 4      |        |
| 2020-2021                | Ascoli                   | B                        | 32         | 8          | CI              | 0               | 0               | -                  | -                  | -                  | -           | -           | -           | 32     | 8      |        |
| 2021-gen. 2022           | Ascoli                   | B                        | 11         | 3          | CI              | 0               | 0               | -                  | -                  | -                  | -           | -           | -           | 11     | 3      |        |
| Totale Ascoli            | Totale Ascoli            | Totale Ascoli            | 43         | 11         |                 | 0               | 0               |                    | -                  | -                  |             | -           | -           | 43     | 11     |        |
| gen.-giu. 2022           | Sampdoria                | A                        | 14         | 3          | CI              | -               | -               | -                  | -                  | -                  | -           | -           | -           | 14     | 3      |        |
| 2022-2023                | Sampdoria                | A                        | 18         | 2          | CI              | 3               | 1               | -                  | -                  | -                  | -           | -           | -           | 21     | 3      |        |
| Totale Sampdoria         | Totale Sampdoria         | Totale Sampdoria         | 32         | 5          |                 | 3               | 1               |                    | -                  | -                  |             | -           | -           | 35     | 6      |        |
| lug.-set. 2023           | Fiorentina               | A                        | 0          | 0          | CI              | -               | -               | UECL               | 0                  | 0                  | -           | -           | -           | 0      | 0      |        |
| set. 2023-2024           | Al-Fayha                 | SPL                      | 19         | 5          | KC              | 1               | 0               | ACL                | 3                  | 2                  |             | -           | -           | 23     | 7      |        |
| lug.-set. 2024           | Fiorentina               | A                        | 0          | 0          | CI              | -               | -               | UECL               | 0                  | 0                  | -           | -           | -           | 0      | 0      |        |
| Totale Fiorentina        | Totale Fiorentina        | Totale Fiorentina        | 0          | 0          |                 | 0               | 0               |                    | 0                  | 0                  |             | -           | -           | 0      | 0      |        |
| set. 2024-gen. 2025      | Ajman                    | PL                       | 6          | 1          | PC+PLC          | 1+0             | 1+0             |                    | -                  | -                  |             | -           | -           | 7      | 2      |        |
| gen.-giu. 2025           | Al-Taawoun               | SPL                      | -          | -          | KC              | -               | -               | ACL2               | -                  | -                  | SS          | -           | -           | -      | -      |        |
| Totale carriera          | Totale carriera          | Totale carriera          | 188        | 61         |                 | 11              | 2               |                    | 3                  | 2                  |             | -           | -           | 201    | 65     |        |

### Cronologia presenze e reti in nazionale
| Cronologia completa delle presenze e delle reti in nazionale ― Marocco | Cronologia completa delle presenze e delle reti in nazionale ― Marocco | Cronologia completa delle presenze e delle reti in nazionale ― Marocco | Cronologia completa delle presenze e delle reti in nazionale ― Marocco | Cronologia completa delle presenze e delle reti in nazionale ― Marocco | Cronologia completa delle presenze e delle reti in nazionale ― Marocco | Cronologia completa delle presenze e delle reti in nazionale ― Marocco | Cronologia completa delle presenze e delle reti in nazionale ― Marocco |
| Data                                                                   | Città                                                                  | In casa                                                                | Risultato                                                              | Ospiti                                                                 | Competizione                                                           | Reti                                                                   | Note                                                                   |
| ---------------------------------------------------------------------- | ---------------------------------------------------------------------- | ---------------------------------------------------------------------- | ---------------------------------------------------------------------- | ---------------------------------------------------------------------- | ---------------------------------------------------------------------- | ---------------------------------------------------------------------- | ---------------------------------------------------------------------- |
| 23-9-2022                                                              | Cornellà de Llobregat                                                  | Marocco                                                                | 2 – 0                                                                  | Cile                                                                   | Amichevole                                                             | 1                                                                      | 76’                                                                    |
| 27-9-2022                                                              | Siviglia                                                               | Paraguay                                                               | 0 – 0                                                                  | Marocco                                                                | Amichevole                                                             | -                                                                      | 64’                                                                    |
| 23-11-2022                                                             | Al Khawr                                                               | Marocco                                                                | 0 – 0                                                                  | Croazia                                                                | Mondiali 2022 - 1º turno                                               | -                                                                      | 81’                                                                    |
| 27-11-2022                                                             | Doha                                                                   | Belgio                                                                 | 0 – 2                                                                  | Marocco                                                                | Mondiali 2022 - 1º turno                                               | -                                                                      | 68’ 90+5’                                                              |
| 1-12-2022                                                              | Doha                                                                   | Canada                                                                 | 1 – 2                                                                  | Marocco                                                                | Mondiali 2022 - 1º turno                                               | -                                                                      | 65’                                                                    |
| 6-12-2022                                                              | Al Rayyan                                                              | Marocco                                                                | 0 – 0 dts (3 – 0 dtr)                                                  | Spagna                                                                 | Mondiali 2022 - Ottavi di finale                                       | -                                                                      | 82’                                                                    |
| 17-12-2022                                                             | Al Rayyan                                                              | Croazia                                                                | 2 – 1                                                                  | Marocco                                                                | Mondiali 2022 - Finale 3º posto                                        | -                                                                      | 46’                                                                    |
| 25-3-2023                                                              | Tangeri                                                                | Marocco                                                                | 2 – 1                                                                  | Brasile                                                                | Amichevole                                                             | 1                                                                      | 64’                                                                    |
| 28-3-2023                                                              | Madrid                                                                 | Marocco                                                                | 0 – 0                                                                  | Perù                                                                   | Amichevole                                                             | -                                                                      | 62’                                                                    |
| 12-6-2023                                                              | Rabat                                                                  | Marocco                                                                | 0 – 0                                                                  | Capo Verde                                                             | Amichevole                                                             | -                                                                      | 46’                                                                    |
| 17-6-2023                                                              | Durban                                                                 | Sudafrica                                                              | 2 – 1                                                                  | Marocco                                                                | Qual. Coppa d'Africa 2023                                              | -                                                                      | 62’                                                                    |
| Totale                                                                 |                                                                        | Presenze                                                               | 11                                                                     |                                                                        | Reti                                                                   | 2                                                                      |                                                                        |